# Chengbihe Shuiku
Chengbihe Shuiku är en reservoar i Kina. Den ligger i den autonoma regionen Guangxi, i den södra delen av landet, omkring 210 kilometer nordväst om regionhuvudstaden Nanning. Chengbihe Shuiku ligger 176 meter över havet. Arean är 25,5 kvadratkilometer. I omgivningarna runt Chengbihe Shuiku växer huvudsakligen savannskog. Den sträcker sig 9,4 kilometer i nord-sydlig riktning, och 14,8 kilometer i öst-västlig riktning.
Genomsnittlig årsnederbörd är 1 600 millimeter. Den regnigaste månaden är juni, med i genomsnitt 328 mm nederbörd, och den torraste är februari, med 23 mm nederbörd.